# Total Mortgage Arena
Total Mortgage Arena je víceúčelová aréna nacházející se v Bridgeportu ve státě Connecticut v USA. Otevření proběhlo v roce 2001. Aréna je domovským stadionem týmu AHL Bridgeport Islanders, který je záložním týmem klubu NHL New York Islanders.
Místní firma Webster Bank podepsala s městem Bridgeport desetiletou sponzorskou smlouvu v hodnotě $3,5 milionů v roce 2011 a získala právo pojmenovat stadion svým jménem. Po vypršení smlouvy v březnu 2022 město podepsalo smlouvu s novým sponzorem, hypotekární bankou Total Mortgage. V sezoně 2001/2002 se zde hrála finálová série Calder Cupu.